# 隧道口漸變斷面

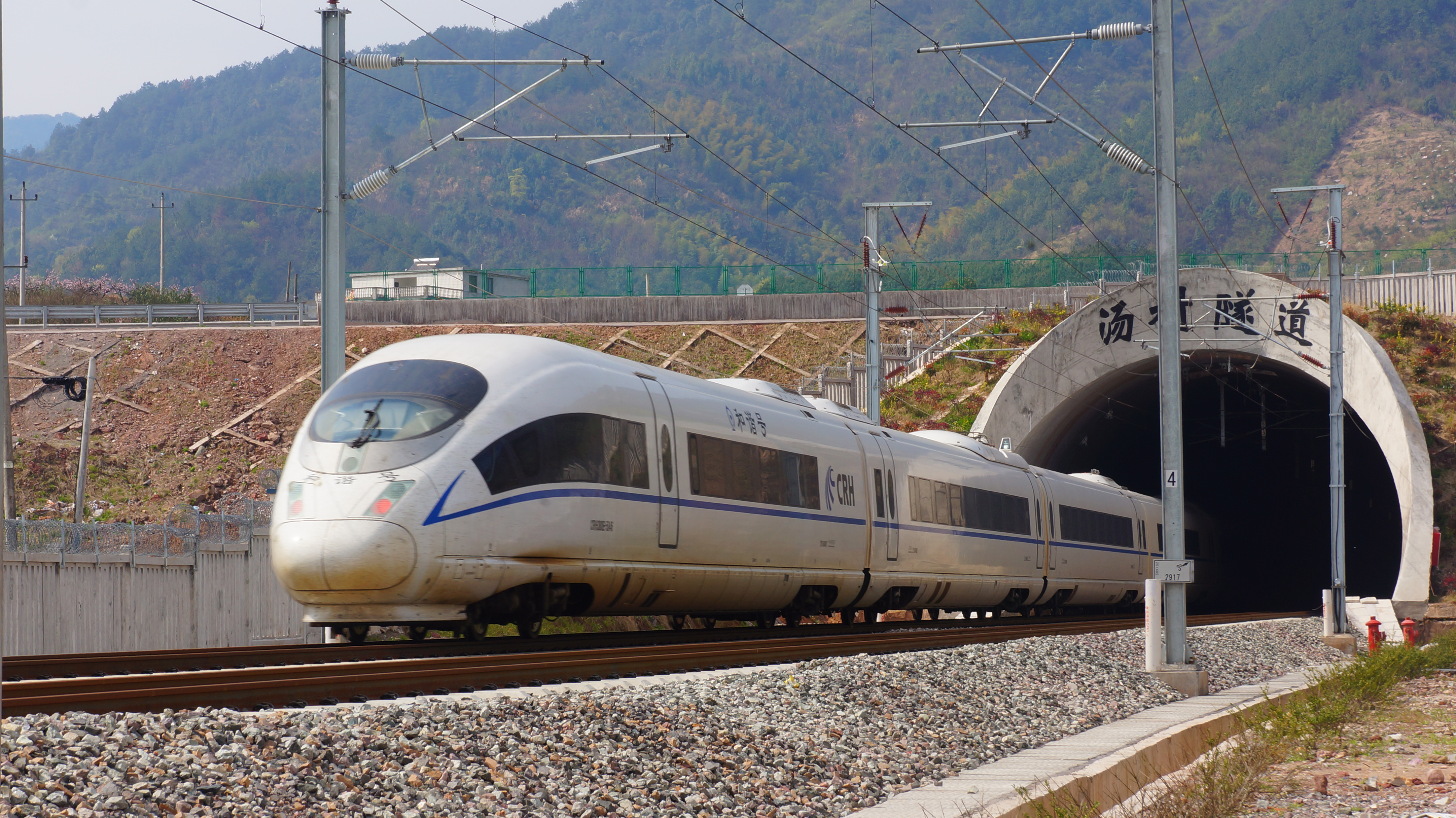
採用隧道口漸變斷面之隧道

隧道口漸變斷面（英語：flare tunnel）當列車以高速度進入隧道時，因高速度撞擊隧道內之空氣，對隧道內之空氣產生擠壓，而容易產生高壓波在隧道內以音速向下游傳遞，推擠隧道內之空氣產生流速，形成隧道內之活塞效應。當此高壓波傳至隧道下游出口並衝出隧道口時，因隧道外之空間突然寬廣，此高壓波變為微壓波。該微壓波可能產生令人非常不愉悅的微壓波噪音。為了減緩列車進入隧道產生高壓波，及減輕下游隧道口之微壓波噪音，科學家發現，將隧道口設計成漸縮之形狀，例如：喇叭形狀，則有助於減輕上述之問題。由於數值模式的發達，隧道口微壓坡之評估也獲得了進展。

## 延伸閱讀
- 黃國倫，〈軌道運輸與環境控制〉，《土木水利，第34卷第3期》，2007年6月
- 黃國倫，〈列車進入長隧道之微波噪音分析 （页面存档备份，存于）〉，《中興工程第97期》，2007年10月。